# Ржавец (Задонский район)
Ржа́вец — село Рогожинского сельского поселения Задонского района Липецкой области.
Основан в начале 1620-х годах и носил название Но́вый Почи́нок. По документам 1627—1628 годов это уже село Но́вый Почи́нок, владение боярина И. Н. Романова. А по переписным книгам 1646 года — село Мо́крый Буера́к, владение князя И. А. Воротынского.
В 1811 году в селе была построена Крестовоздвиженская церковь. В XIX веке за селом закрепилось нынешнее наименование. По данным 1859 года — село владельческое Ржавец (Мокрый Буерак), 52 двора.
Название — по ручью с желтоватой, ржавой водой.

## Население
| 1859 | 2010 |
| ---- | ---- |
| 443  | ↘21  |